# The Plastic People of the Universe
The Plastic People of the Universe, a volte conosciuti con l'acronimo PPU, è un gruppo rock ceco originario di Praga. È stato il principale rappresentante della cultura underground della capitale cecoslovacca fiorita tra il 1969 ed il 1989, che contestò fortemente il regime comunista cecoslovacco. A causa dell'approccio anticonformista sul tema politico, il gruppo fu osteggiato dal regime locale subendo anche arresti di alcuni suoi componenti. La band, scioltasi nel 1988 e riformatasi nel 1997, ha proseguito l'attività anche dopo la morte del suo fondatore e principale compositore, il bassista Milan "Mejla" Hlavsa, avvenuta nel 2001.

## Formazione

### Formazione attuale
- Vratislav Brabenec
- Josef Janíček
- Jiří Kabeš
- Eva Turnová
- Josef Karafiát
- Jaroslav Kvasnička

### Ex componenti
- Mlan "Mejla" Hlavsa
- Paul Wilson
- Jan Brabec
- Ivan Bierhanzl
- Pavel Zeman
- Ludvík "Eman" Kandl

## Discografia
- Muž bez uší (live recordings 1969-72)
- Vožralej jak slíva (live recordings 1973-75)
- Egon Bondy's Happy Hearts Club Banned (1974)
- Ach to státu hanobení (live recordings 1976-77)
- Pašijové hry velikonoční (1978)
- Jak bude po smrti (1979)
- Co znamená vésti koně (1981)
- Kolejnice duní (1977–82)
- Hovězí porážka (1983–84)
- Půlnoční myš (1985–86)
- Bez ohňů je underground (1992–93)
- The Plastic People of the Universe (1997)
- For Kosovo (1997)
- 10 let Globusu aneb underground v kostce (2000)
- Milan Hlavsa - Než je dnes člověku 50 - poslední dekáda (2001)
- Líně s tebou spím - Lazy Love/ In Memoriam Mejla Hlavsa (2001)
- Pašijové hry/ Passion Play (with Agon Orchestra) (2004)
- Do lesíčka na čekanou (2007)
- Magor's Shem (40 Year Anniversary Tour PPU 1968-2008) (2008)
- Maska za maskou (2009)
- Non Stop Opera (2011)
- Co znamená vésti koně (2017)